# (153958) 2002 AM31
2002 أي أم 31 (ويعرف أيضًا باسم (153958) 2002 أي أم 31 وفق تسمية الكوكب الصغير) (بالإنجليزية: 2002 AM31)‏ هو كويكب ضمن حزام الكويكبات؛ وترتيبه 153958 من حيث الاكتشاف.
اكتُشف هذا الجُرم الفلكي بواسطة بحث لنكولن عن الكويكبات القريبة من الأرض في 14 يناير 2002.

## وصلات خارجية
- (153958) 2002 AM31 في قاعدة بيانات مختبر الدفع النفاث لأجرام النظام الشمسي الصغيرة

- الاكتشاف · مخطط المدار ·  العناصر المدارية · المعلمات المادية

- (153958) 2002 AM31 على موقع ويكي سكاي: DSS2, SDSS, GALEX, IRAS, Hydrogen α, X-Ray, Astrophoto, Sky Map, Articles and images